# Lenguas atabascanas de Canadá noroccidental
Las lenguas atabascanas de Canadá noroccidental son un grupo de unas nueve lenguas atabascanas que diversos autores suponen es un subgrupo filogenético del grupo atabascano septentrional.

## Comparación léxica
Los numerales en diferentes lenguas atabascanas de Canadá noroccidental son:
| GLOSA | Cordillerano       | Cordillerano         | Sekani            | Danneẕa (Beaver) | Slave-Hare | Slave-Hare                  | Tłįchǫ (Dog rib) | Dené (Chipewyan) | PROTO- ATABASCANO CAN. NOROCC. |
| GLOSA | Tahltan            | Kaska                | Sekani            | Danneẕa (Beaver) | Slave(y)   | Hare                        | Tłįchǫ (Dog rib) | Dené (Chipewyan) | PROTO- ATABASCANO CAN. NOROCC. |
| ----- | ------------------ | -------------------- | ----------------- | ---------------- | ---------- | --------------------------- | ---------------- | ---------------- | ------------------------------ |
| '1'   | ɬɪɡe               | ethéga               | ɛłit’ie           | iɬáːdi           | klie       | inl’age                     | ɪ̨łè              | (ʔĩ)ɬáʁe         | *ĩ-ɬaɢe i-ɬa-t’i               |
| '2'   | ɬakeː              | hleketetá            | oːkeːt’ie         | ǫ́keːdyi          | oki        | onk’e/ nak’e                | nɑ̀ke             | náke             | *nak’e~ *onk’e(-ti)            |
| '3'   | taːtʼeː/ taːtetʼeː |                      | taht'ie           | taː              | taj        | t'age                       | tɑɪ              | taʁe             | *taɢe(-t’i)                    |
| '4'   | ɬeːntʼeː           | tadida               | teːtut'ːie        | dyé̜di            | di         | dinyi                       | dɪ̨               | dĩʁĩ             | *din(-t’i)                     |
| '5'   | ɬoːlaʔe            | hlen'ta              | łahtsoːla mint'ie | ɬaːʦʼedi         | ilagi      | lla-kkè susinla             | sɪ̨lɑ̀ɪ            | sõláʁe           | *ʦõlaɢe                        |
| '6'   | naːsɬɪɡe           | klola                | ɛtsetat'ːie       | i̜ʦʼi̜taːdyi       | etzɛntaj   | ettsen- t'agé               | ekˈètɑɪ          | (ʔe)ɬkʼétaʁe     | *eʦʼĩ-taɢe                     |
| '7'   | naːsɬakeː          | nodsliga             | oːkeidiŋkeː       | taːyueʣí         | klatdi     | ettsen- t'agéedakkwè        | łǫ̀hdɪ̨            | ɬaísdĩ/ totã     | *5+2/ *4+3                     |
| '8'   | naːstaʔe           | nostadida            | ɛtseːteːnt'ie     | e̜ʦʼi̜dyi̜dyi       | etzɛndi    | ettsen- dinyi               | ekˈèdɪ̨           | (ʔe)ɬkʼédĩ       | *eʦʼĩ-din(-t’i)                |
| '9'   | naːsɬeːntʼeː       | nosisleneta          | kahlahkeut'ie     | kʼeɬakʼéːdye     | k'luli     | l'é-ye-fwét'on inl'agé ulle | łǫ̀ːtǫ            | (ʔe)ɬótã         |                                |
| '10'  | tθʼoːθnaːn         | tiseno go anzi tliga | kaynent'ie        | kʼéːneidye       | hənənə     | korennon                    | hòːnǫ            | honéna           |                                |